# Climat du Vietnam

Carte du Vietnam.

Le climat du Vietnam est de type tropical au sud et subtropical au nord, avec des moussons ; l'humidité descend rarement en dessous de 85 % dans les plaines. Dans les régions montagneuses (Dalat, Sapa), le climat est plus sec et les hivers peuvent être rigoureux. Il existe deux saisons : la saison sèche (de novembre à avril dans le sud du pays et de février à août au centre) et la saison humide (de mai à octobre au sud et de septembre à janvier au centre).
En raison des différences de latitude et du relief varié, le climat diffère considérablement selon les régions. Durant la saison sèche qui correspond à hiver boréal, c'est-à-dire entre novembre et avril, les vents de la mousson viennent du nord-est, le long de la côte chinoise et à travers le golfe du Tonkin où ils engrangent beaucoup d'humidité. La saison sèche ne l'est donc qu'en comparaison avec la saison des pluies.

## Pluies et typhons
Durant la saison des pluies qui correspond à l'été boréal, l'air chaud du désert de Gobi monte et l'humidité des océans est aspirée dans toute l'Asie. De lourdes pluies se déversent alors sur le Viêt Nam. Les pluies vont d'importantes dans certaines régions à torrentielles dans d'autres, et s'échelonnent entre 1 200 et 3 000 mm. Presque 90 % des précipitations se produisent lors de cette saison. Il y a fréquemment des précipitations de 200 à 300 mm en 24 h Ces fortes précipitations peuvent avoir lieu à n'importe quelle saison. Pendant la saison des typhons, de septembre à décembre, des précipitations de 1 000 mm en 24 h peuvent se produire. 
Ainsi début novembre 2017, le typhon Damrey (en) a frappé le pays avec des inondations et des vents de plus de 130 km/h. Pendant plusieurs jours, les déplacements dans la vieille ville d'Hoi An, classée au patrimoine mondial de l'UNESCO, n'ont pu se faire qu'en barques. Le Viêt Nam n'avait pas connu de typhon aussi dévastateur depuis 20 ans. L'augmentation de l'intensité des cyclones pourrait s'expliquer par l'effet de serre. Cette tempête tropicale a touché le centre-sud du Viêt Nam, généralement épargné par ce genre de catastrophes naturelles. Une tempête du même nom avait déjà frappé le pays en septembre 2005. 

## Températures
La température moyenne est généralement plus élevée dans les plaines que dans les montagnes et sur les plateaux. Elle varie de 5 °C en décembre et janvier, à plus de 37 °C en avril. Les saisons sont plus marquées dans la moitié nord du Viêt Nam qu'au sud, où la température ne varie quasiment qu'entre 21 °C et 28 °C.

## Viêt Nam septentrional

### Delta du Fleuve Rouge

#### Hanoï
Le climat de Hanoï, comme dans le nord du Viêt-Nam, est de type subtropical humide à tendance mousson, marqué entre la fin novembre et la fin mars par des hivers secs, frais, gris, avec de nombreux épisodes de crachin. Entre avril et septembre, les étés sont très humides, sous l'influence des averses de pluie de mousson. Durant cette saison, des épisodes de typhons peuvent survenir.
La ville observe deux petites saisons automnales (octobre-novembre) et printanières (avril-mai) avec un temps et des températures très agréables. Le mois de juin connaît de fortes canicules avec des températures à l'ombre pouvant monter jusqu'à 45 °C.
Le climat joue un rôle crucial dans la dispersion des poussières et de la pollution de l'air à Hanoï, l'une des plus importantes d'Asie. En automne et en hiver, les pics de pollution sont souvent dépassés, avec en cause la rareté du vent, des conditions anticycloniques et surtout aux feux de brûlis de la ceinture agricole de Hanoï. Au printemps et en été, la situation s'améliore grâce au vent et aux averses des pluies de mousson. Globalement, les journées de grand ciel bleu limpide sont très rares sur Hanoï.
| Mois                              | jan. | fév. | mars | avril | mai   | juin  | jui.  | août | sep.  | oct.  | nov. | déc. | année   |
| --------------------------------- | ---- | ---- | ---- | ----- | ----- | ----- | ----- | ---- | ----- | ----- | ---- | ---- | ------- |
| Température minimale moyenne (°C) | 13,7 | 15   | 18,1 | 21,4  | 24,3  | 25,8  | 26,1  | 25,7 | 24,7  | 21,9  | 18,5 | 15,3 | 20,9    |
| Température maximale moyenne (°C) | 19,3 | 19,9 | 22,8 | 27    | 31,5  | 32,6  | 32,9  | 31,9 | 30,9  | 28,6  | 25,2 | 21,8 | 27      |
| Précipitations (mm)               | 18,6 | 26,2 | 43,8 | 90,1  | 188,5 | 239,9 | 288,2 | 318  | 265,4 | 130,7 | 43,4 | 23,4 | 1 676,2 |

| Diagramme climatique                                  |            |              |            |               |               |               |             |               |               |              |              |
| J                                                     | F          | M            | A          | M             | J             | J             | A           | S             | O             | N            | D            |
| 19,313,718,6                                          | 19,91526,2 | 22,818,143,8 | 2721,490,1 | 31,524,3188,5 | 32,625,8239,9 | 32,926,1288,2 | 31,925,7318 | 30,924,7265,4 | 28,621,9130,7 | 25,218,543,4 | 21,815,323,4 |
| Moyennes : • Temp. maxi et mini °C • Précipitation mm |            |              |            |               |               |               |             |               |               |              |              |

## Viêt Nam central

### Montagnes centrales

#### Đà Lạt
Đà Lạt est l'une des villes surnommées « ville de l’éternel printemps » ; la température moyenne ne descend jamais au-dessous de 10 °C en hiver, et elle ne dépasse pas 25 °C en été. Ce climat doux et clément permet à la ville d'avoir une grande variété de cultures de fleurs et de fruits. Bien que située au sud du Viêt Nam, c'est grâce à son altitude (1 500 m) qu'elle bénéficie de ce climat tempéré.

## Viêt Nam méridional

### Sud-est
Le sud du Vietnam est caractérisé par un climat subtropical a deux saisons, une saison des pluies et une saison sèche.

### Hô Chi Minh-Ville ou Saïgon
A Saïgon, la saison des pluies, qui commence au mois de mai et s'achève au début du mois de septembre, est marquée par des pluies torrentielles. Il pleut pratiquement tous les jours. La saison sèche débute en novembre et se termine en avril. Le mois d'avril est souvent le plus chaud de l'année.
| Mois                              | jan. | fév. | mars | avril | mai   | juin  | jui.  | août  | sep.  | oct.  | nov.  | déc. | année |
| --------------------------------- | ---- | ---- | ---- | ----- | ----- | ----- | ----- | ----- | ----- | ----- | ----- | ---- | ----- |
| Température minimale moyenne (°C) | 21,1 | 22,5 | 24,4 | 25,8  | 25,2  | 24,6  | 24,3  | 24,3  | 24,4  | 23,9  | 22,8  | 21,4 | 23,7  |
| Température maximale moyenne (°C) | 31,6 | 32,9 | 33,9 | 34,6  | 34    | 32,4  | 32    | 31,8  | 31,3  | 31,2  | 31    | 30,8 | 32,3  |
| Précipitations (mm)               | 13,8 | 4,1  | 10,5 | 50,4  | 218,4 | 311,7 | 293,7 | 269,8 | 327,1 | 266,7 | 116,5 | 48,3 | 1 931 |

| Diagramme climatique                                  |             |              |              |             |               |             |               |               |               |             |              |
| J                                                     | F           | M            | A            | M           | J             | J           | A             | S             | O             | N           | D            |
| 31,621,113,8                                          | 32,922,54,1 | 33,924,410,5 | 34,625,850,4 | 3425,2218,4 | 32,424,6311,7 | 3224,3293,7 | 31,824,3269,8 | 31,324,4327,1 | 31,223,9266,7 | 3122,8116,5 | 30,821,448,3 |
| Moyennes : • Temp. maxi et mini °C • Précipitation mm |             |              |              |             |               |             |               |               |               |             |              |